# أغوستين إيزكويردو
أغوستين إيزكويردو (بالإسبانية: Agustín Izquierdo)‏ هو مدرب كرة قدم إسباني، ولد في 12 مارس 1970 في لورقة في إسبانيا.